# Michael Lockwood
Michael John Lockwood (Anaheim, 25 augustus 1971 - Navarre (Ohio), 6 november 2003) was een Amerikaans professioneel worstelaar die vooral bekend was van zijn tijd bij World Wrestling Federation/Entertainment als Crash Holly, van 1999 tot 2003, en won 22 keer het WWE Hardcore Championship.
Hij werd slechts 32 jaar.

## In het worstelen
- Finishers
  - Crash Course
  - Crash Landing

- Signature moves
  - Flowing snap DDT
  - Dropkick
  - Enzuigiri
  - Hurricanrana
  - Running one–handed bulldog[1]
  - Schoolboy
  - Springboard moonsault
  - Sunset flip powerbomb
  - Tornado DDT
  - Diverse roll–up combinaties
  - Victory roll

- Bijnamen
  - "Elroy Jetson"
  - "The Houdini of Hardcore"
  - "Mr. 24/7"

## Prestaties
- All pro wrestling
  - APW Junior Heavyweight Championship (1 keer)

- International Wrestling Association
  - IWA Hardcore Championship (1 keer)
  - IWA World Junior Heavyweight Championship (1 keer)

- Mid-Eastern Wrestling Federation
  - MEWF Cruiserweight Championship (1 keer)

- Power Pro Wrestling
  - PPW Tag Team Championship (1 keer met Vic Grimes)
  - PPW Young Guns Championship (1 keer)

- Supreme Pro Wrestling
  - SPW Tag Team Championship (1 keer met Hook Bomberry)

- World Wrestling Federation/World Wrestling Entertainment
  - WWF European Championship (1 keer)
  - WWE Hardcore Championship (22 keer)
  - WWF Light Heavyweight Championship (1 keer)
  - WWF Tag Team Championship (1 keer: met Hardcore Holly)